# Jack Rodwell
Jack Christian Rodwell (Merseyside, 11 de março de 1991) é um futebolista inglês que atua como meio-campista ou volante pelo Sydney FC.

## Títulos
Everton
- Finalista da Copa da Inglaterra: 2008–09[1]

Manchester City
- Campeonato Inglês: 2013–14[2]

Seleção Inglesa Sub16
- Victory Shield: 2006[3]

Seleção Inglesa Sub21
- Finalista do Campeonato Europeu de Futebol Sub-21: 2009